# Pallavolo Rimini
La Rimini Pallavolo è una società pallavolistica di Rimini fondata nel 1968.
Raggiunse il più alto risultato della sua storia nella stagione 1983-84 quando la squadra maschile, sponsorizzata Modulsnap, partecipò al campionato di Serie A2.